# Prunus maximowiczii
Espèce
Classification phylogénétique
Prunus maximowiczii est une espèce de plantes à fleurs de la famille des Rosaceae. C'est un arbuste ornemental que l'on le trouve en Asie, notamment en Chine, en Corée et en Russie, à l'état sauvage. C'est une espèce plutôt montagnarde.

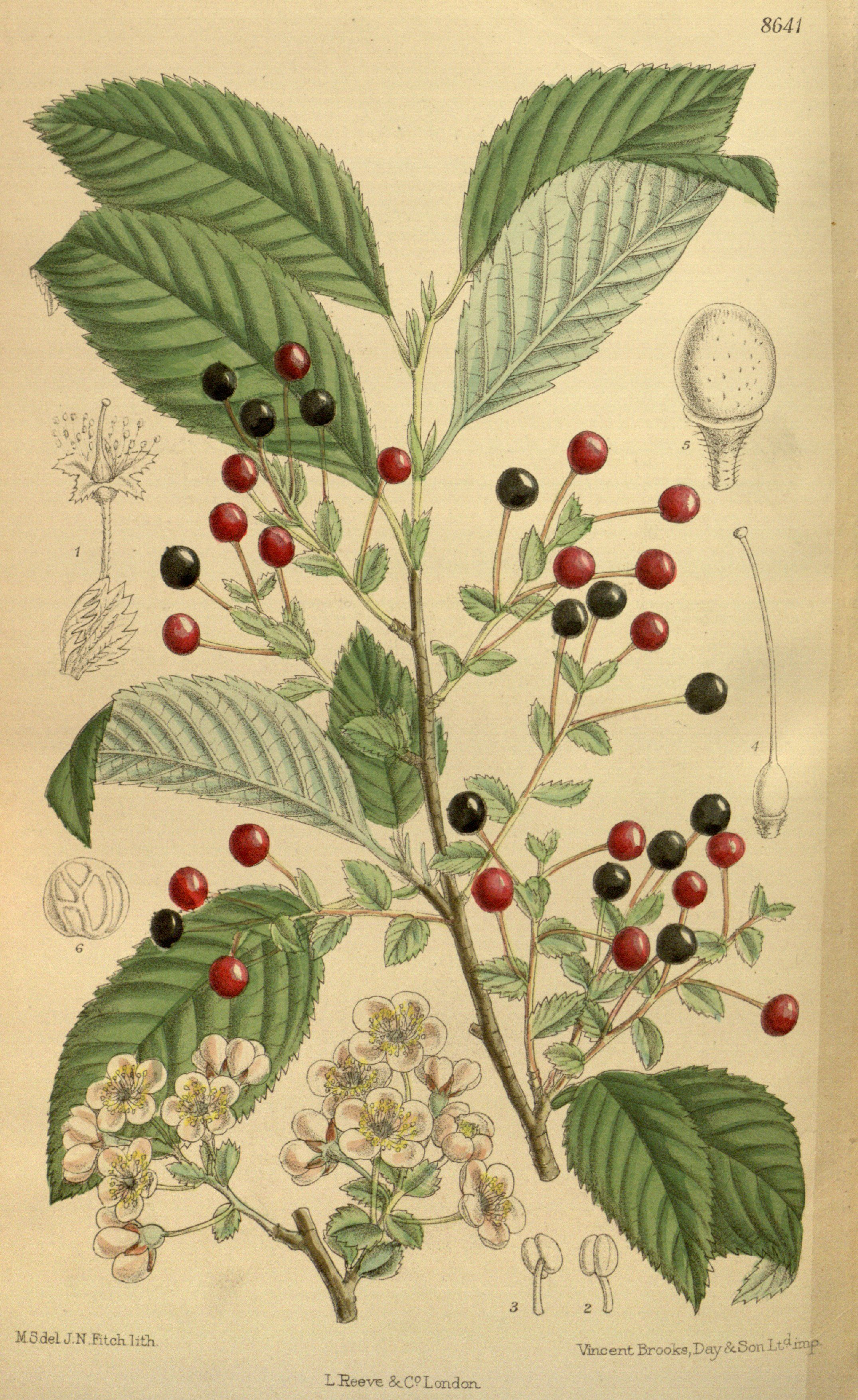